# Montenegrinische Küste

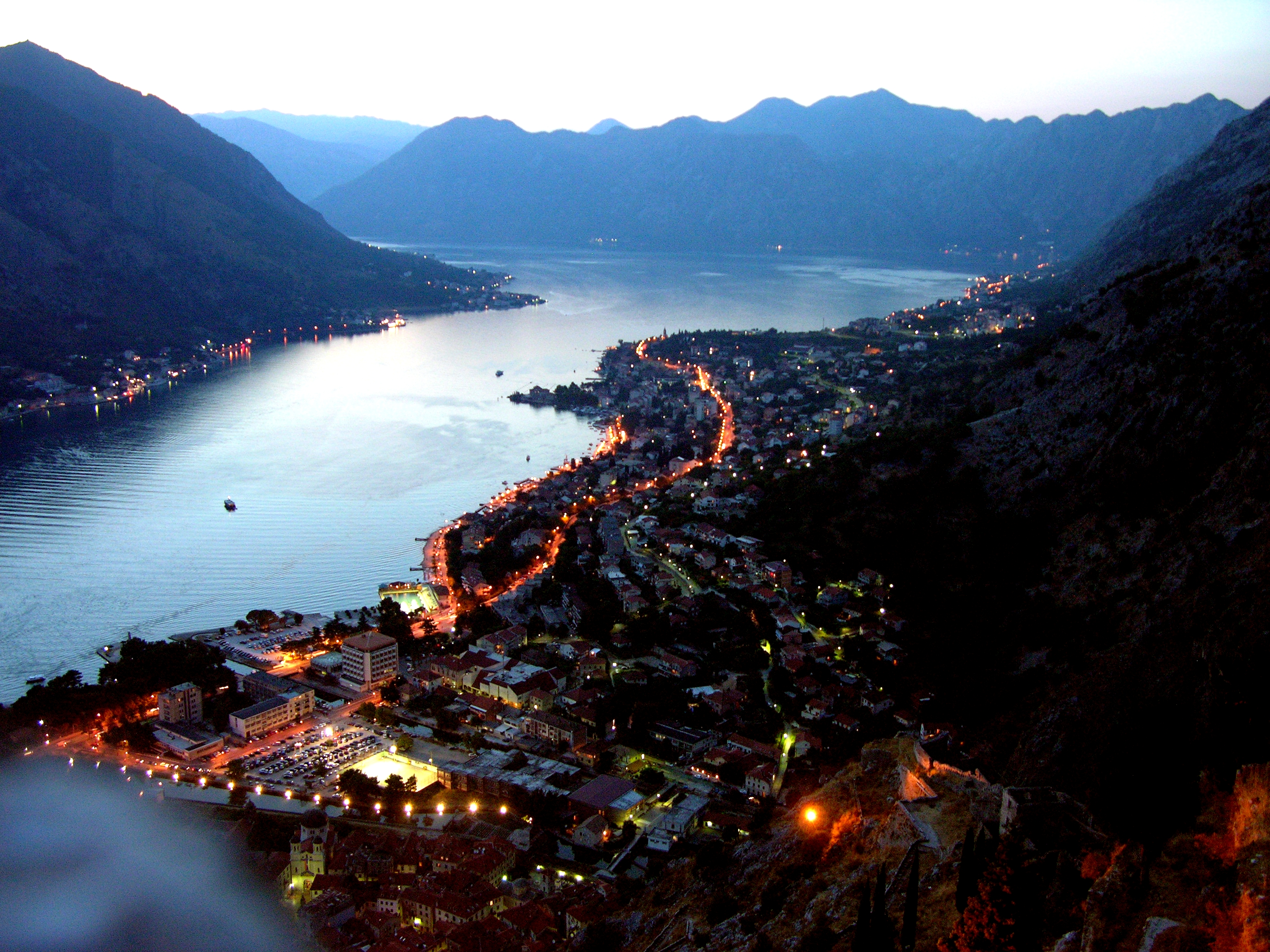
Die Bucht von Kotor

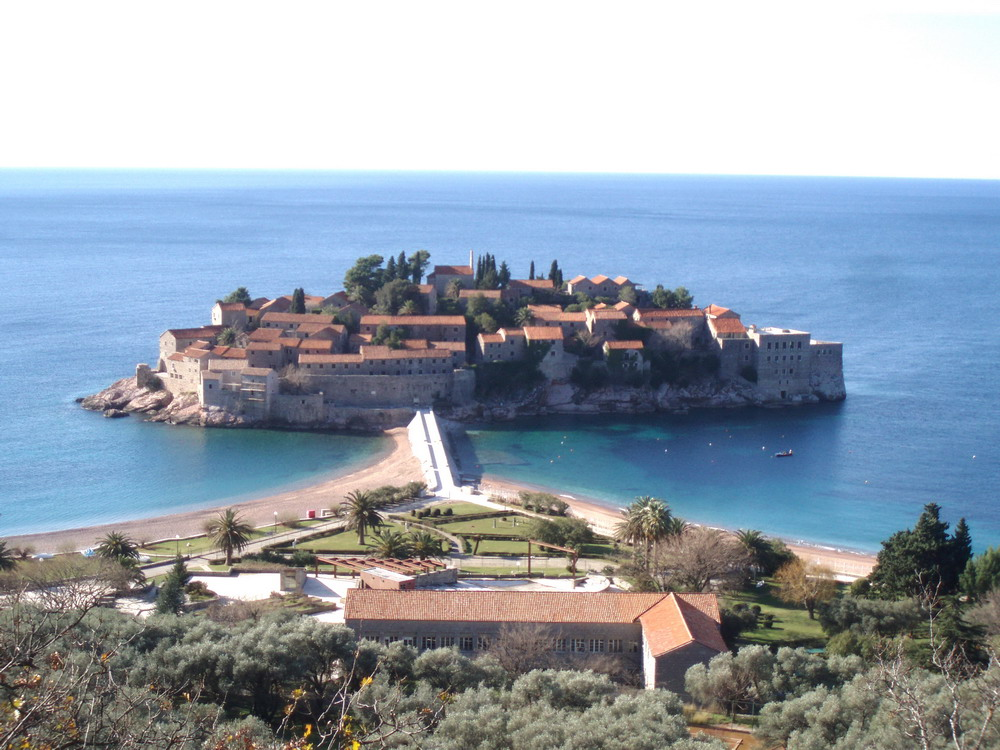
Die Halbinsel Sv. Stefan

Die montenegrinische Küste (montenegrinisch Crnogorsko primorje / Црногорско приморје, albanisch Bregdeti malazez) ist die Adriaküste Montenegros. Sie gehört zu den am stärksten ausgeprägten verkarsteten Steilküsten am Mittelmeer und zeichnet sich durch eine der größten und tiefsten Meeresbuchten des Mittelmeerraums, die Bucht von Kotor aus, die manchmal geologisch unzutreffend als mediterraner Fjord bezeichnet wird und als bedeutendster Naturhafen der Adriaküste lange Zeit als wichtiger Flottenstützpunkt diente.
Die montenegrinische Küste ist eine der regenreichsten Regionen des Mittelmeeres. Beim Gebirgsort Crkvice wird mit einer jährlichen Niederschlagsmenge von über 4500 mm sogar der höchste Wert in Europa gemessen. Durch die abschirmende Wirkung der sich über der schmalen Küstenzone erhebenden steilen Hochgebirge des Orjens sowie des als Nationalgebirge geltenden Lovčen-Massivs findet sich in dem klimatisch begünstigen Raum auch ein spezifisch humider Untertyp der subtropischen Vegetation.
In dem stark erdbebengefährdeten Raum ereignete sich zuletzt 1979 ein Großbeben mit der ML = 7,3 auf der Richterskala, dabei wurde die historische Altstadt von Kotor zu großen Teilen zerstört.

## Lage

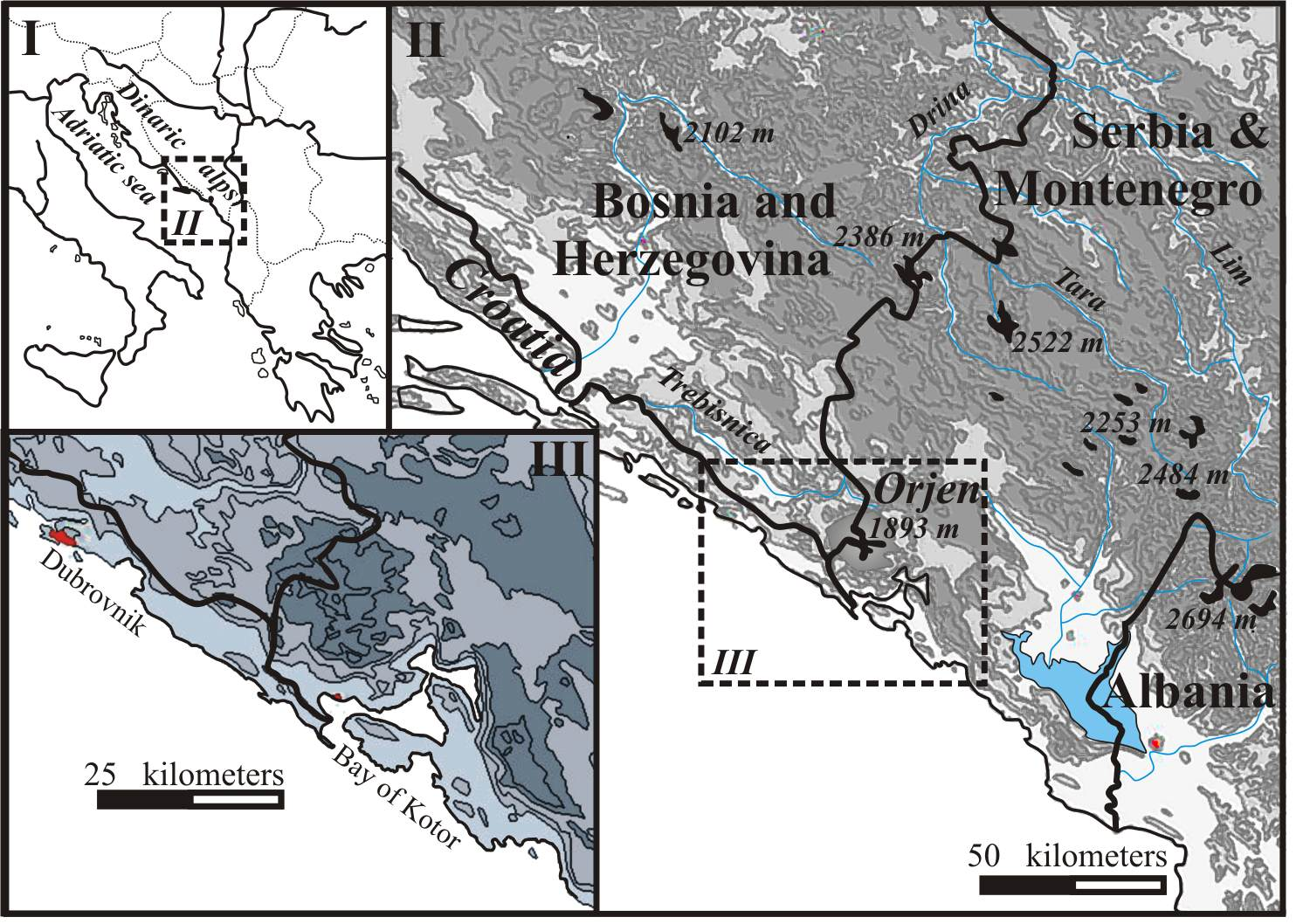
Lage der Montenegrinischen Küste

Die montenegrinische Küste erstreckt sich zwischen der Halbinsel Prevlaka an der Bucht von Kotor (⊙), bis zur Ada Bojana (⊙) über 200 km. Nördlich schließt die Dalmatinische Küste, südlich die Albanische Küste an. Die montenegrinische Küstenzone bildet dabei den Abschluss der dinarischen litoralen Küstenketten der Dinarischen Alpen zwischen Slowenien, Kroatien und Albanien.
Unmittelbar vor der größten Tiefe der Adria gelegen, ist sie daher, anders als die Dalmatinische Küste, nicht durch vorgelagerte Inseln geprägt.
Mit Ausnahme des südlichsten 12 km langen Küstenabschnittes unterscheidet sich die montenegrinische Steilküste durch den stark gefalteten und geologisch vielschichtigen Aufbau auch stark von der albanischen Niederungsküste.

## Geographie

### Geologie und Tektonik

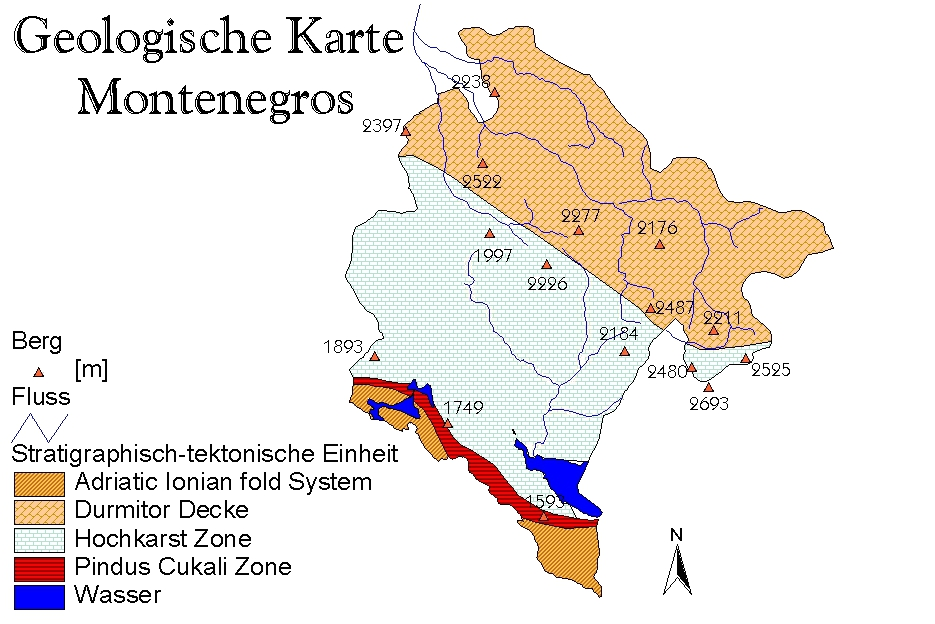
Die Küste Montenegros wird von schmalen tektonischen Einheiten eingenommen. Daher sind hier neotektonische Bewegungen ausgeprägt.

Die montenegrinische Küste wird überwiegend von den tektonischen Einheiten des adriatisch-ionischen Faltenzone und der Pindus-Cukali-Zone gebildet. Nur im Inneren der Bucht von Kotor reicht die Hochkarstdecke des dinarischen Orogens direkt ans Meer.
Sind die Hochkarstdecke und die adriatisch-ionische Zone durch mesozoische Kalke und damit wasserdurchlässige verkarstete Gesteine geprägt, so wird der schmale Streifen der Pindus-Cukali-Zone durch kalkreiche Flysche und wasserundurchlässiger Konglomerate gebildet.
Insbesondere der Küstenabschnitt der inneren Baien der Bucht von Kotor sowie der Küstenabschnitt von Budva sind durch ihre geologischen Besonderheiten besonders eindrucksvolle Steilküsten. Die wenig abwechslungsreichen Kalke der äußeren Pindus-Cukali-Zone bilden aber insbesondere auf der Halbinsel Luštica eine stark gebuchtete Steilküste mit einigen bekannten Meereshöhlen (Plava spilja).
Als wesentlichste Unterscheidung zur dalmatinischen Küste ist das Fehlen einer vorgelagerten Inselreihe und der tiefe Einschnitt der Bucht von Kotor augenfällig. Damit gehört die montenegrinische Küste auch nicht zur Canaleküste wie die dalmatinische Küste, sondern ist eine Riasküste. Dabei ist die Bucht von Kotor als überflutetes ehemaliges Flusstal geologisch eine Ria, allerdings mit steileren Hängen und größeren Höhenunterschieden als bei den Rias im spanischen Galicien. Optisch erinnert die Bucht von Kotor mit ihren teilweise übersteilen Gebirgshängen eher an einen norwegischen Fjord.
Die neotektonisch äußerst aktiven Bereiche zwischen Shkodra und der Bucht von Kotor sind durch die Subduktion der kleinen adriatischen Platte unter die Dinariden bedingt. Maximale Hebungsraten von 6 mm/a erfährt dabei die Region des Orjens um die Bucht von Kotor. Das katastrophale Erdbeben vom 15. April 1979 zerstörte praktisch die gesamte touristische Infrastruktur zwischen Kotor und Ulcinj. 101 Menschen starben dabei und 100.000 Menschen wurden obdachlos.

### Topographie und Relief

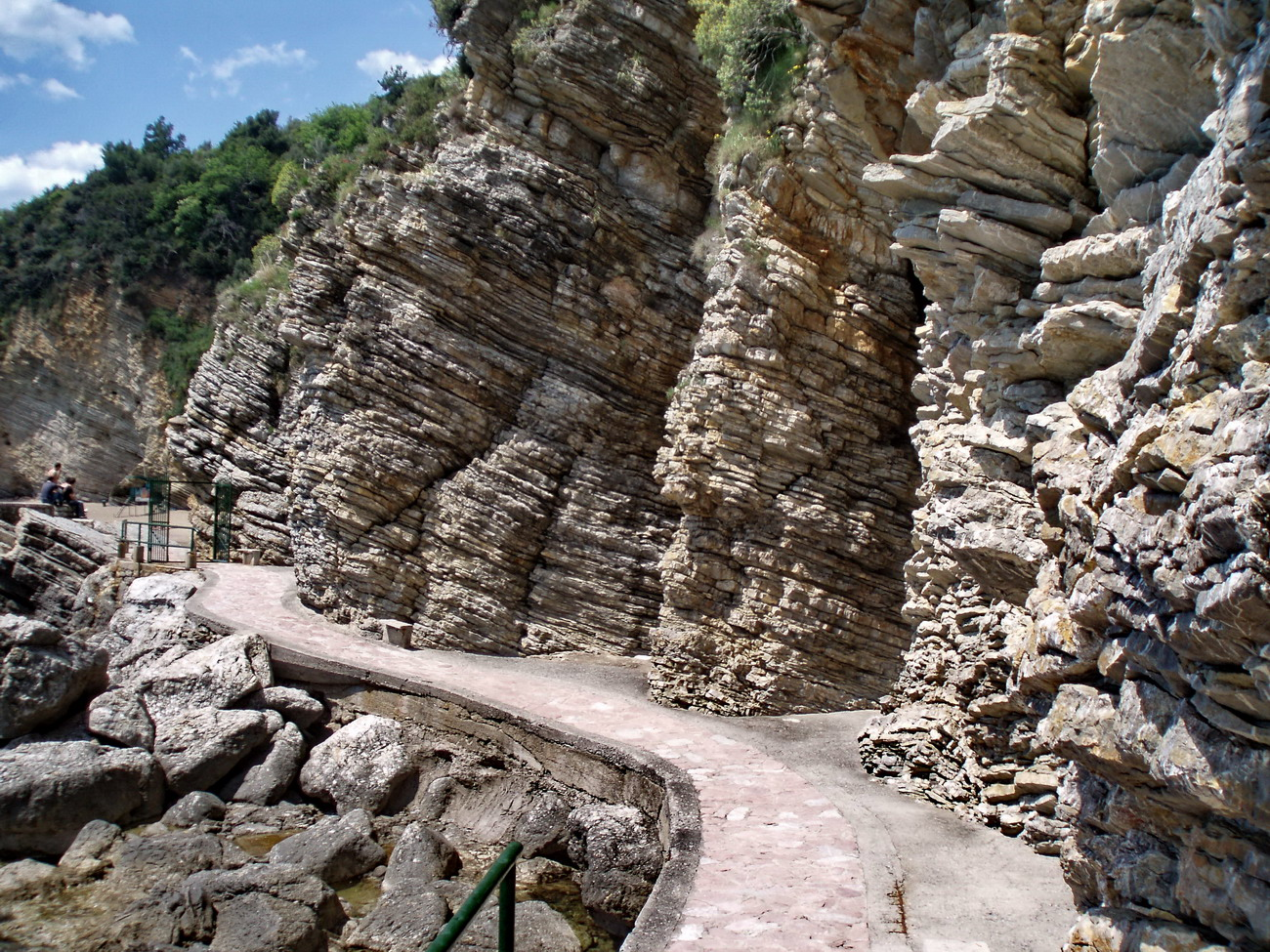
Die stark deformierten Schichten des Adriatisch-Ionischen Faltengürtels sind am Aufschluss am Strand Mogren bei Budva gut zu sehen.

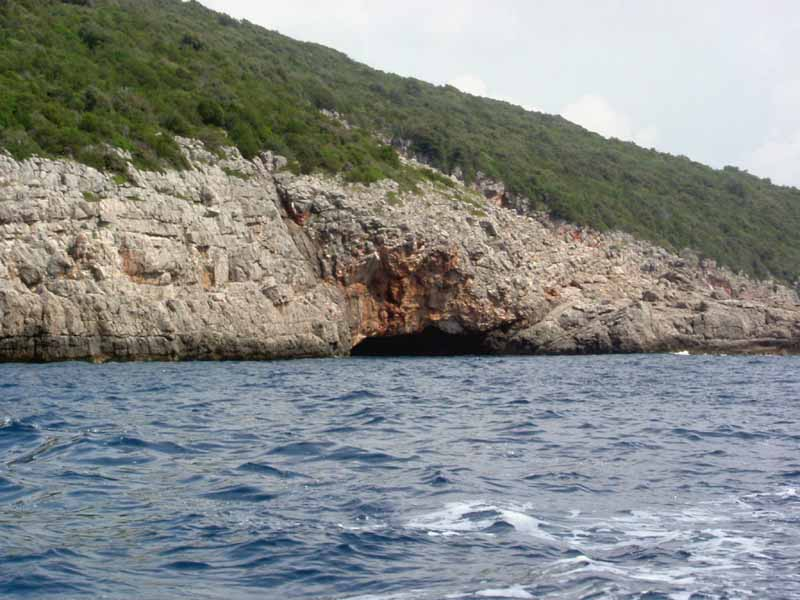
Die blaue Grotte auf der Halbinsel Lustica

Die Abrasion der Meereswellen an der montenegrinischen Küste ist, da eine vorgelagerte Inselkette fehlt, stärker als an der dalmatinischen Küste, wo die Dünung durch die Inselketten behindert wird. Da sie außerdem auch vor einem schmalen Sockel vor einem tieferen Abfall der Südadria auf 1280 m Meerestiefe liegt, war hier die Küstenverlagerung des Mittelmeeres auch während der Eiszeiten nur unerheblich. Dagegen war das nur zwischen 10 und 230 m tiefe mittlere und nördliche Adria-Schelf während der eiszeitlichen eustatischen Meeresspiegelschwankungen Festland und die dalmatinische Küste entwickelte sich demzufolge erst durch eine nacheiszeitliche Transgression in jüngster geologischer Zeit (Ingressionsküste). 
Von 260,2 km Küstenlinie entfallen 249,1 km auf die engere Küste und 11,1 km auf die Inseln (nach anderen Angaben ist die Küstenlinie 293,5 km lang). Die montenegrinische Küste lässt sich in drei landschaftliche Einheiten gliedern. Die tief eingeschnittene Bucht von Kotor, die Steilküste der Montenegrinischen Riviera und den südlich Ulcinj liegenden Großen Strand (Velika plaža). Nur im Südteil Montenegros ist ab Ulcinj eine Niederungsküste entwickelt, die nahtlos in die Albanische Niederungsküste übergeht.
Die steil abfallende Küste wird durch die Kalkgebirge des Hinterlandes (Orjen, Lovčen, Rumija) vom Landesinneren getrennt.
Abgesehen von kleineren Eilanden der Bucht von Kotor wie der ehemaligen Festungsinsel Mamula, den kleinen katholischen Wallfahrtsinseln Sveti Đorđe und Gospa od Škrpjela sowie dem sogenannten Krtoljski-Archipel (mit der orthodoxen Wallfahrtsinsel Miholjska prevlaka (auch Sv. Arhanđel Mihailo oder Ostrvo Cvijeća genannt), Školj (bekannter als ehemaliges Club Mediterranée Resort Sveti Marko) und Gospa od Milosti), sind Sveti Nikola und Sveti Stefan die einzigen Inseln der montenegrinischen Küste im offenen Meer. Im Bojana-Delta liegt noch die flache dreieckige Insel Ada Bojana. Dabei ist keine der kleinen montenegrinischen Inseln ständig bewohnt.
Die beiden größeren Halbinseln Luštica und Vrmac gliedern insbesondere die Bucht von Kotor. 
Die wichtigsten Küstenstädte Montenegros entwickelten sich zumeist geschützt im Naturhafen der Bucht von Kotor, zum wichtigsten historischen Ort außerhalb dieses Naturhafens entwickelte sich das 10 km von der Küste entfernte Stari Bar. Heute übernimmt Budva, mit dem dynamischsten Bevölkerungs- und Wirtschaftswachstum, den ersten Platz unter den zentralen Orten der Küste Montenegros ein.

## Regionalisierung

### Bucht von Kotor

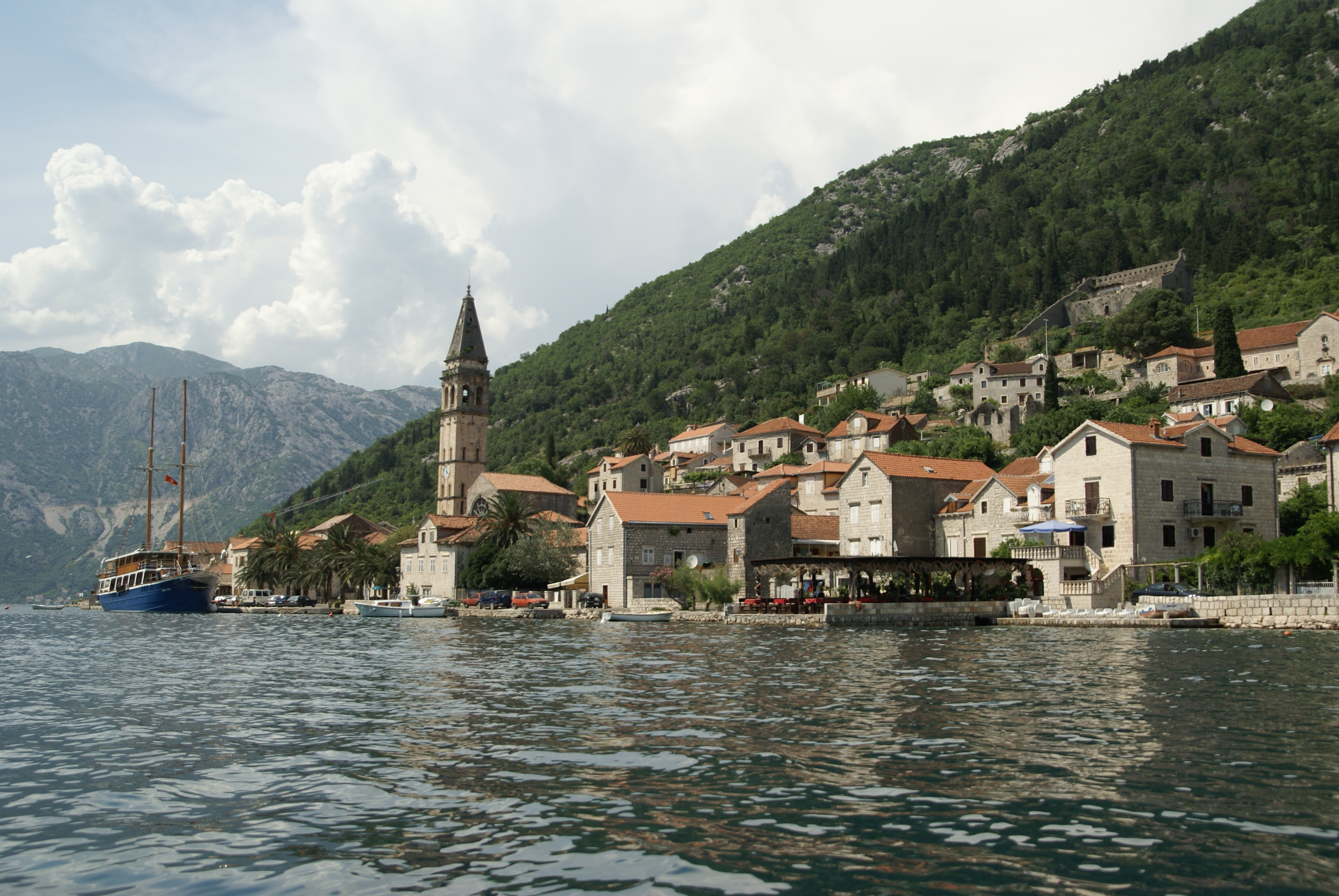
Der Hafen von Perast in der Bucht von Kotor

Die Bucht von Kotor schließt direkt an die dalmatinische Küste an und erstreckt sich bei 108 km Küstenlänge 30 km in die Hochkarstzone zwischen den Gebirgen Orjen und Lovčen hinein. Die Bucht wird von der Halbinsel Luštica vom offenen Meer getrennt. Insbesondere sind die inneren Baien durch ihre fast überhängenden und teils 1000 m deutlich übersteigenden Hänge sehr eindrucksvoll.
Die Bucht von Kotor erreicht Tiefen von bis zu 60 m und ist durch zahlreiche überwiegend unterirdische Quellen Montenegros wasserreichster Küstenabschnitt. Hier haben sich daher auch die zahlenmäßig meisten montenegrinischen Küstenorte gebildet, darunter Herceg Novi, Tivat, Risan, Perast, Dobrota und Kotor.
Die Bucht von Kotor ist durch ihre einmalige Form und die Bedeutung seiner Küstenorte ins UNESCO-Weltkulturerbe aufgenommen worden.

### Montenegrinische Riviera
Die Montenegrinische Riviera erstreckt sich zwischen den Städten Budva und Bar. Der Küstenabschnitt wird im Hinterland insbesondere vom Lovčen, Paštrovci und Rumija abgetrennt. An der Riviera treten einige kleinere Eilande und Riffe hervor. Insbesondere ist der heute durch einen Damm mit dem Festland verbundene Seefahrerort Sveti Stefan bekannt.
Einige der bekanntesten Strände der montenegrinischen Küste liegen zwischen Petrovac und Sutomore, darunter auch der ehemals königliche Strand Mogren.

### Velika plaža

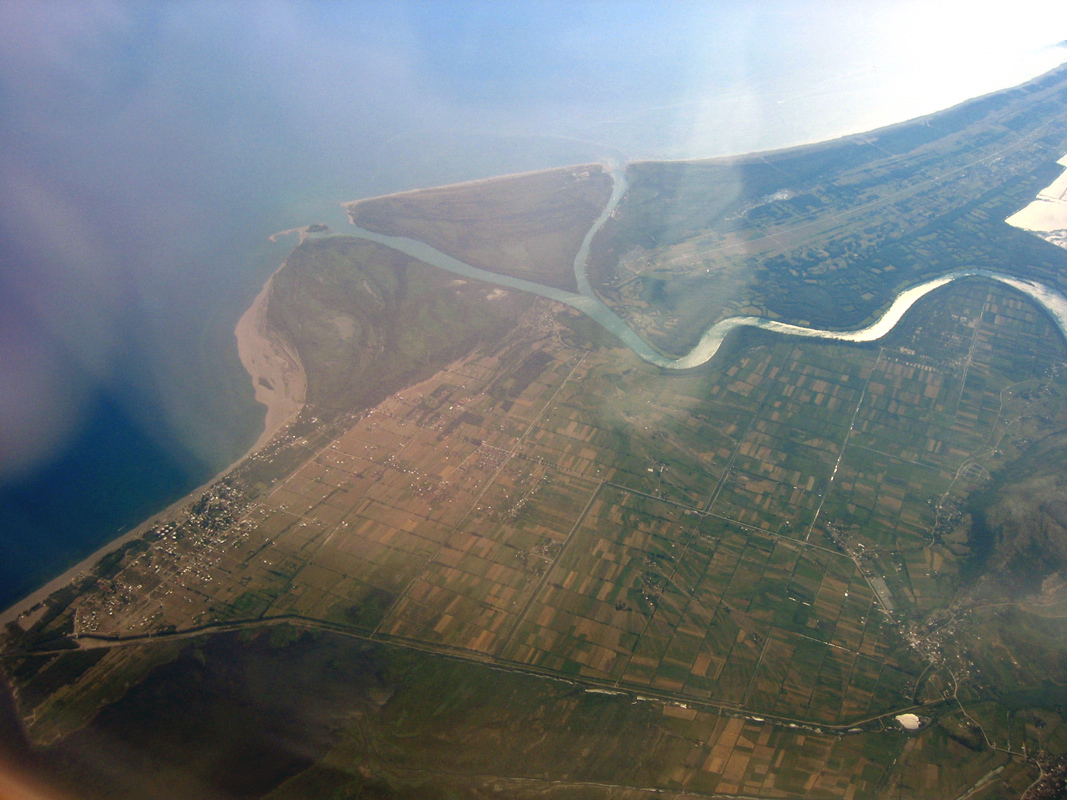
Die Ausgleichsküste an der Bojana-Mündung mit der Ada

Der 11 km lange Abschnitt der Velika plaža beginnt bei Ulcinj. Die Ausgleichsküste erstreckt sich bis zum Delta der Bojana. In der Bojana-Mündung hat sich die kleine Insel Ada gebildet, Montenegros größte Insel. Neben der Lagune der Ulcinjska solana ist die Bojana-Mündung eines der wichtigsten Gebiete des Vogelschutzes an der Adriaküste.
Die Strand der Velika plaža ist zwischen 100 und 125 m breit. Hinter dem Strand liegen kleinere Dünen, die zur Bojana hin auch in mehreren Staffeln hintereinander liegen. Neben der zur Salzgewinnung genutzten Lagune der Ulcinjska solana haben sich weiter ins Landesinnere in Richtung des Skutarisees kleinere Seen gebildet (Sasko jezero). Diese waren einstmals Teile von Meeresbuchten, sind aber durch den Schwebstoffeintrag der Bojana mittlerweile weit vom Meer getrennt.
Die Ada Bojana liegt direkt in der Bojanamündung, die ihr Delta immer weiter ins Meer vorschiebt. Die Ada besitzt einen Umfang von 10 km und ist 4,7 km² groß.

## Klima

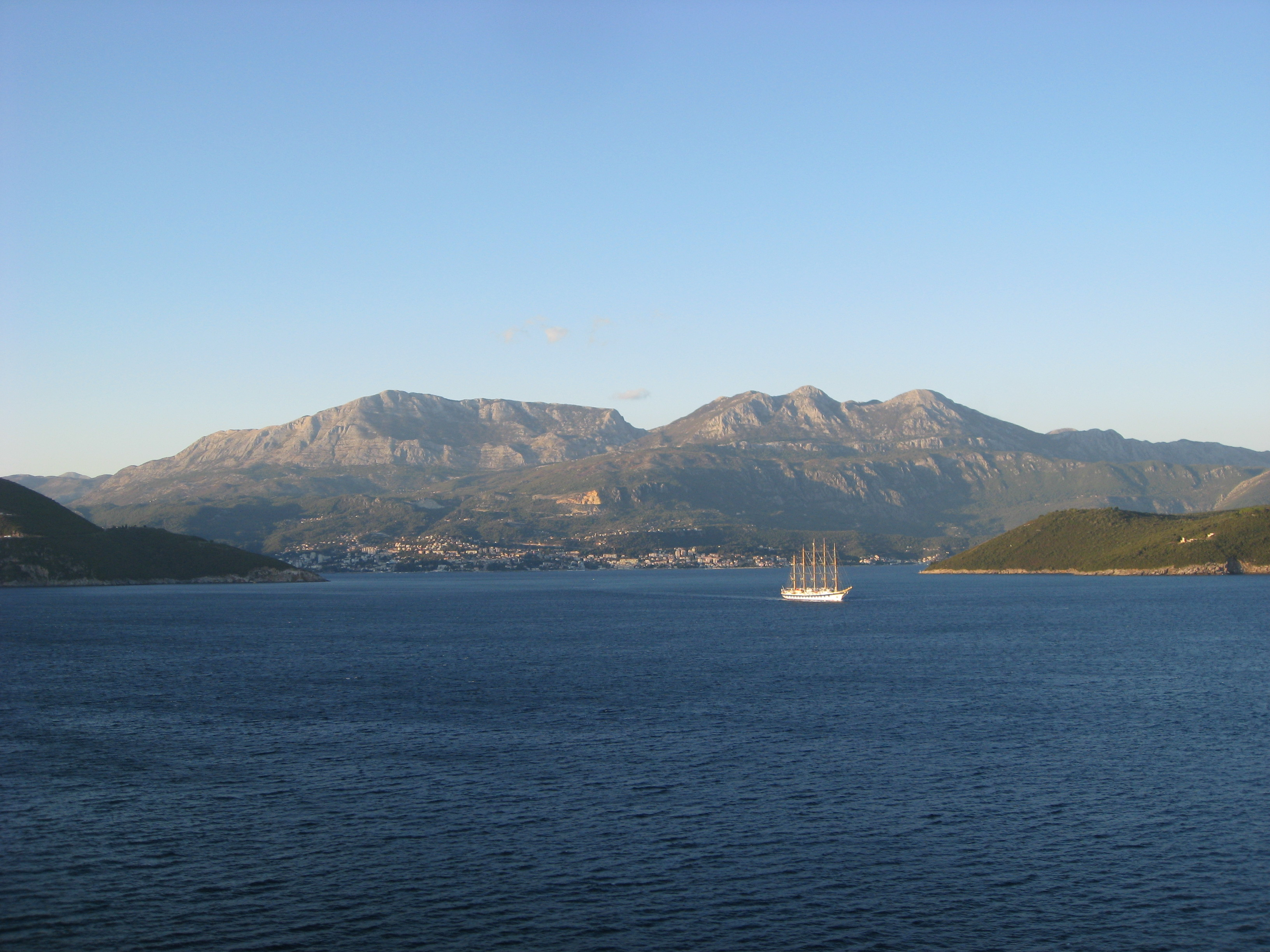
Die Riviera von Herceg Novi mit Gipfeln des Orjens. Links die Dobrastica, rechts der Radostak

Die montenegrinische Küste gehört zu den wärmsten Abschnitten der Adria und bildet auch deren regenreichsten Küstenabschnitt. Die Durchschnittstemperaturen betragen zwischen 15,5 und 16,5 °C, die Niederschlagssummen zwischen 1500 mm und 3000 mm pro Jahr. Im Hinterland direkt über der Bucht von Kotor erreichen die jährlichen Regenmengen auch ihren europäischen Rekord. So fällt in der Krivošije bei Crkvice auf 930 m Höhe über 4500 mm Regen pro Jahr.
Als besonders mild und sonnenreich gilt insbesondere der Küstenabschnitt von der kroatischen Grenze über Igalo, Herceg Novi bis Risan. Dieser ist zudem durch die zahlreichen ursprünglich ostmediterranen Zypressen-, Palmen- und Lorbeer-Oleanderwaldformationen bei Risan als wärmebegünstigter Gunstraum ausgezeichnet. Bei Igalo und Risan haben sich daher auch Rehabilitationskliniken angesiedelt.
|                        | Jan  | Feb  | Mär  | Apr  | Mai  | Jun  | Jul  | Aug  | Sep  | Okt  | Nov  | Dez  |   |      |
| Mittl. Temperatur (°C) | 8,2  | 9,3  | 10,6 | 13,9 | 18,1 | 22   | 24,6 | 24,5 | 21,5 | 17,4 | 13,5 | 10,4 | ⌀ | 16,2 |
| Mittl. Tagesmax. (°C)  | 12,2 | 12,8 | 15,0 | 18,1 | 22,6 | 26,2 | 29,4 | 29,4 | 26,1 | 21,8 | 17,0 | 13,6 | ⌀ | 20,4 |
| Mittl. Tagesmin. (°C)  | 4,8  | 5,2  | 7,0  | 9,6  | 13,5 | 16,9 | 19,3 | 19,3 | 16,6 | 12,9 | 9,4  | 6,4  | ⌀ | 11,8 |
|                        |      |      |      |      |      |      |      |      |      |      |      |      |   |      |
| Niederschlag (mm)      | 231  | 195  | 199  | 156  | 104  | 64   | 47   | 85   | 142  | 199  | 258  | 236  | Σ | 1916 |
|                        |      |      |      |      |      |      |      |      |      |      |      |      |   |      |
| Sonnenstunden (h/d)    | 3,6  | 4,1  | 5,2  | 6,4  | 8,2  | 9,6  | 11,1 | 10,2 | 8,3  | 6,1  | 3,8  | 3,3  | ⌀ | 6,7  |

| 4,8 |

| 5,2 |

| 7,0 |

| 9,6 |

| 13,5 |

| 16,9 |

| 19,3 |

| 19,3 |

| 16,6 |

| 12,9 |

| 9,4 |

| 6,4 |

| 4,8 |

| 5,2 |

| 7,0 |

| 9,6 |

| 13,5 |

| 16,9 |

| 19,3 |

| 19,3 |

| 16,6 |

| 12,9 |

| 9,4 |

| 6,4 |

| N i e d e r s c h l a g | 231 | 195 | 199 | 156 | 104 | 64  | 47  | 85  | 142 | 199 | 258 | 236 |
|                         | Jan | Feb | Mär | Apr | Mai | Jun | Jul | Aug | Sep | Okt | Nov | Dez |

## Besiedlung
Die montenegrinische Küste gehört zu den am dichtesten besiedelten Regionen Montenegros. In den letzten Jahren macht sich die starke Migration aus dem Hinterland der Küste (sogenannte Litoralisierung) bemerkbar.
Die Küste wird überwiegend von Serben und Montenegrinern bewohnt. Um Ulcinj ist die albanische Minderheit stark vertreten.
Neben dem Überseehafen, der durch die Bahnstrecke Belgrad–Bar eine überregionale Bedeutung hat, können nur die Häfen in der Bucht von Kotor, Tivat, Zelenika und Risan von größeren Meerschiffen angelaufen werden.